# Wrexham
Wrexham (galeză Wrecsam) este un oraș și una dintre cele 22 zone de consiliu ale Țării Galilor. Wrexham este principalul oraș cu peste 42.000 locuitori.

## Personalități născute aici
- Mark Hughes (n. 1963), fotbalist.